# Pyracmon sepuellus
Pyracmon sepuellus är en stekelart som först beskrevs av Holmgren 1860.  Pyracmon sepuellus ingår i släktet Pyracmon, och familjen brokparasitsteklar. Arten är reproducerande i Sverige.